# Евреи в Боливии
Евреи в Боливии (исп. Judíos de Bolivia, ивр. יהדות בוליביה‎) являются этническим меньшинством. В настоящее время в Боливии проживает примерно 500 евреев.

## История
Первые евреи появились на территории Боливии в 16 веке. Это были марраны из Испании и Португалии, спасавшиеся от преследования инквизиции. Среди основателей Санта-Крус-де-ла-Сьерра были евреи.
В начале 20 века в Боливию прибыло несколько еврейских семей из Российской Империи. В 1933 году в стране было уже 30 еврейских семей. Действительно массовая иммиграция началась в 1930-х годах, когда в страну стали прибывать беженцы из Нацистской Германии. При поддержке промышленника Морица Хохшильда, которой был в хороших отношениях с правительством Боливии, многие евреи получили боливийские визы. До 1940 года правительство Боливии не вводило никаких ограничений на иммиграцию, в отличие от других стран Латинской Америки, таких как Аргентина, Бразилия, Мексика и Чили. В 1940 году евреям перестали давать визы, однако иммиграция продолжилась.
Всего в Боливию въехало около 12 000 евреев, но многие из них уехали в другие страны. К концу 1940-х годов в Боливии проживало 5000 евреев.
После основания Израиля многие евреи уехали из Боливии, и сейчас здесь живёт около 500 человек.

## Современность
Большинство евреев живут в Ла-Пасе, также есть общины в Кочабамбе и Санта-Крусе. В каждом городе есть синагога и еврейское кладбище.
Также в Боливии есть еврейская школа.
В 2014 году в стране был открыт еврейский музей.

## Антисемитизм и отношения с Израилем
В 2009 году президент Эво Моралес назвал Израиль «террористическим государством» и разорвал дипломатические отношения. Отношения были восстановлены в 2019 году, но снова разорваны в октябре 2023 года.
12 августа 2014 года президент Палаты депутатов Марсело Элио Чавес от Движения к социализму раскритиковал политику правительства Израиля и заявил, что «Еврейский народ, который уничтожали во время Второй мировой войны, не усвоил урок и теперь присоединяется к империализму США».